# Amethicium rimosum
Amethicium rimosum är en svampart som beskrevs av Hjortstam 1983. Amethicium rimosum ingår i släktet Amethicium och familjen Phanerochaetaceae.   Inga underarter finns listade i Catalogue of Life.